# Chloroclystis infusata
Chloroclystis infusata là một loài bướm đêm trong họ Geometridae.